# Плоская (приток Волосницы)
Плоская — река в России, протекает в Юрьянском и Мурашинском районах Кировской области. Устье реки находится в 12 км по правому берегу реки Волосницы. Длина реки составляет 16 км.
Исток реки у деревни Середина (Верховинское сельское поселение) в 28 км к северо-западу от посёлка Юрья. Река течёт на север, затем на северо-восток по ненаселённому лесу. Верхнее течение проходит по Юрьянскому району, в среднем и нижнем течении образует границу Юрьянского и Мурашинского районов. Притоки — Повечерняя, Ночная (оба-левые). Впадает в Волосницу южнее деревни Верхнее Лапотное.

## Данные водного реестра
По данным государственного водного реестра России относится к Камскому бассейновому округу, водохозяйственный участок реки — Вятка от города Киров до города Котельнич, речной подбассейн реки — Вятка. Речной бассейн реки — Кама.
По данным геоинформационной системы водохозяйственного районирования территории РФ, подготовленной Федеральным агентством водных ресурсов:
- Код водного объекта в государственном водном реестре — 10010300312111100034334
- Код по гидрологической изученности (ГИ) — 111103433
- Код бассейна — 10.01.03.003
- Номер тома по ГИ — 11
- Выпуск по ГИ — 1